# 라이 벤저민
라이 벤저민(영어: Rai Benjamin, 영어 발음: /ˈɹaɪ̯ ˈbɛnʤ.əm‿ᵻn/, 1997년 7월 27일~)은 미국의 육상 선수로 주 종목은 허들과 단거리 달리기이다. 2024년 하계 올림픽 남자 400m 허들 종목에서 금메달을 획득했고 2020년 하계 올림픽 남자 400m 허들 종목 은메달을 획득했다. 